# Willem Baptist
Willem Baptist (1979) est un réalisateur néerlandais de documentaires. 
Son documentaire I'm Never Afraid! (2010) (français : Même pas peur), projeté dans plus de 90 festivals dans le monde, a remporté un Golden Gate Award au Festival international du film de San Francisco, un Prix Court Grand Jury du documentaire au Festival du Film d'Atlanta, et un prix du jury Kinderkast non-fiction au Festival Cinekid . Son documentaire le plus récent, Wild Boar (2013), a fait ses débuts internationaux en compétition à Visions du réel (Suisse), Hot Docs (festival international du documentaire (Canada)) et AFI Docs (États-Unis), qui fait partie de l'American Film Institute,,.